# Мартін Фроманак
Мартін Фроманак (англ. Martin Formanack, 1 грудня 1866 — 1 листопада 1947) — американський академічний веслувальник.
Срібний призер Олімпійських Ігор 1904 року в складі розпашної четвірки без стернового.